# BYD Auto
BYD Auto is een Chinese autofabrikant met als basis Shenzhen, Guangdong, China. BYD Auto werd in 2003 opgericht als een onderdeel van de BYD Company Limited. De Engelse slogan van BYD Auto is Build Your Dreams. In 2020 verkocht BYD iets minder dan een half miljoen auto's. Hiermee werd BYD na Geely Automobile en Chery de grootste onafhankelijke Chinese autofabrikant.

## Historie
De in 1995 opgerichte BYD Company maakt 65% van de wereldproductie van de nikkel-cadmium batterijen en 30% van de wereldproductie van lithium-ion batterijen voor mobiele telefoons. Dankzij deze achtergrond heeft BYD Auto ambitieuze plannen voor hybride en elektrische auto's. BYD Auto ontstond na het overnemen van het failliete staatsbedrijf Qinchuan in 2003. Dit bedrijf produceerde de Suzuki Alto met de naam Qinchuan QCJ 7080 en een hierop gebaseerde, maar zelf ontworpen model. Na de overname werd dit model omgedoopt tot BYD Flyer.
Op 29 september 2008 werd bekend dat Warren Buffett een belang van 10% in BYD Company heeft genomen voor US$ 230 miljoen. De aandelen zijn nog steeds in zijn bezit en in januari 2021 was het pakket ruim US$ 7 miljard meer waard dan het aankoopbedrag zo'n 10 jaar geleden.
In 2008 is tevens AutoBinck uit Den Haag, in zowel Nederland als Centraal-Europa importeur van de automerken Hyundai en Infiniti, aangesteld als importeur van BYD in de landen Nederland, Hongarije, Slovenië, Slowakije en Tsjechië. Voormalig AutoBinck-topman Henny van Dijk werkt sinds half 2010 als adviseur voor BYD. In 2011 sloot BYD een overeenkomst met de gemeente Rotterdam voor de levering van drie elektrische taxi's (de BYD e6). De aankoop maakt deel uit van het zogenoemde 75-EV-RO testtraject, waarbij 75 auto's op een alternatieve brandstof rijden of voorzien zijn van een alternatieve aandrijflijn. In 2014 werden 35 BYD e6 taxi's in gebruik genomen in Brussel. Van de in totaal 1000 exemplaren die begin 2012 naar Europa komen voor de vloot van Prestige Greencab, komen er 100 naar Nederland.
Op 4 maart 2011 kreeg de joint venture tussen de Duitse autofabrikant Daimler AG en BYD goedkeuring van de Chinese overheid. De joint venture met de naam Shenzhen BYD Daimler New Technology Company zal in april 2012 op de Beijing Auto Show een gezamenlijk ontwikkelde elektrische auto onthullen. De voertuigen worden verkocht onder de merknaam DENZA.
In augustus 2011 werd bekend dat Hertz Rental in Shenzhen de elektrische e6 aan haar vloot heeft toegevoegd.  In oktober 2014 maakte de Brusselse regering bekend dat BYD Auto gekozen werd voor de levering van vijftig elektrische taxi's.
In 2010 wilde BYD Auto 800.000 auto's verkopen, wat bijna een verdubbeling van de verkopen zou betekenen ten opzichte van 2009. Uiteindelijk werden in 2010 slechts 520.000 auto's verkocht en stagneerden de autoverkopen op dit niveau tot 2021.
In 2020 verkocht BYD Auto in totaal 427.000 voertuigen. Hiervan waren 190.000 (semi)elektrische personenwagens en 237.000 auto's met benzinemotoren en iets meer dan 10.000 commerciële voertuigen, bijna allemaal autobussen. In 2021 was er een doorbaak en de verkopen stegen met 73% versus 2020. De verkoop van (semi)elektrische personenwagens verdrievoudigde en de verkopen van auto's met benzinemotoren daalde met ruim 40%. In 2023 werden iets meer dan 3 miljoen voertuigen verkocht, waarvan bijna 1,6 miljoen volledig elektrische personenauto's en bijna 1,4 miljoen plug-inhybride auto's. De verkoop van personenwagens op fossiele brandstoffen was nihil in 2023.
In december 2023 maakte BYD bekend te gaan investeren in een nieuwe autofabriek in het Hongaarse Szeged. Het wordt de eerste fabriek van BYD in Europa en er worden uitsluitend elektrische auto's geproduceerd. De productie start in het tweede halfjaar 2025 en in 2027 zal de fabriek volledig operationeel zijn. BYD heeft in Europa al een dealernetwerk opgebouwd van 250 verkooppunten in 19 landen waar zes modellen worden aangeboden, Han, Tang, Atto 3, Seal, Seal U en Dolphin.
In 2023 kondigde BYD de bouw van een autofabriek in Brazilië aan. In december 2024 werd de bouw stilgelegd door de lokale autoriteiten. De arbeiders zouden in een vernederende omgeving werken en hun paspoorten en salarissen werden ingehouden. Ze waren krap gehuisvest, ze deelden één badkamer met 31 mensen, en sliepen in bedden zonder matrassen, aldus de toezichthouder. Het ministerie voor Arbeid sloot de vestiging gedeeltelijk. De fabriek zou in maart 2025 operationeel zijn en daarmee de eerste fabriek van elektrische wagens van BYD buiten Azië worden.
In februari 2025 kondigde BYD aan dat het alle voertuigen gaat uitrusten met zelfrijdende technologie, God’s Eye. Andere fabrikanten bieden ook geavanceerde autonome functies aan, maar als een exclusieve en dure optie. BYD stelt de functie standaard beschikbaar, een systeem dat is ontwikkeld in samenwerking met het Chinese bedrijf DeepSeek AI.
In maart 2025 kondigde BYD een nieuw snellaadsysteem aan. De batterij van een elektrische auto kan hiermee in vijf minuten worden opgeladen, ongeveer dezelfde tijd die nodig is om fossiele brandstof te tanken. Dit wordt mogelijk gemaakt door de zogenaamde 1000V-architectuur, waarmee opladen tot 1000 kW haalbaar zou zijn of zo'n twee kilowattuur per seconde. BYD zal ook snellaadstations bouwen die dit mogelijk maken. Verder introduceert het bedrijf een nieuwe generatie elektromotor met een maximaal vermogen van 800 pk (590 kW). De eerste modellen die hiermee worden uitgerust zijn de BYD HAN L en BYD TANG L, maar vooralsnog alleen in de thuismarkt.
Eind mei 2025 heeft BYD forse kortingen voor 22 van zijn volledig elektrische en hybride voertuigen aangekondigd. Tot eind juni blijven de prijsverlagingen in stand, waardoor de prijzenoorlog verder wordt aangewakkerd. BYD heeft de prijzen voor sommige modellen tot met een derde verlaagd. Beleggers schrokken van het bericht en de koers van het aandeel daalde met bijna 6% die dag.

## Modellen

### In productie
- 2010-heden BYD e6
- 2011-heden BYD S6
- 2012-heden BYD C3
- 2012-heden BYD C6
- 2012-heden Daimler-BYD EV
- 2013-heden BYD Qin
- 2015-heden BYD TANG
- 2020-heden BYD HAN
- 2021-heden BYD Dolphin
- 2022-heden BYD Atto 3

### Uit productie
- 1998-2007 BYD Flyer
- 2005-2021 BYD F3
  - 2005-2021 BYD F3
  - 2007-2021 BYD F3R
- 2008-2012 BYD F6
- 2008-2015 BYD F0
- 2009-2010 BYD S8
- 2009-2014 BYD G3
  - 2009-2014 BYD G3
  - 2011-2014 BYD G3R
- 2010-2013 BYD F3DM
- 2010-2015 BYD L3
- 2010-2017 BYD M6
- 2011-2018 BYD G6

### Elektrische bussen
De bussen die in de Europese Unie worden ingezet worden geassembleerd bij BYD hoofdkantoor Europa te Komarom in Hongarije.
De bussen die in de Frankrijk werden ingezet geassembleerd in de fabriek te Allonne. Deze fabriek assembleerde tussen 2018 en 2021 in totaal dertig elektrische bussen voor onder meer Beauvais, Duinkerken en Orléans. De productie begon op 27 augustus 2018 en werd in november 2021 gestopt. De fabrikant gebruikte slechts een derde van de 80.000 m² van het gebouw en bood werk aan slechts tien productiemedewerkers.
De bussen die in de Verenigd Koninkrijk worden ingezet worden geassembleerd bij Alexander Dennis Ltd. te Falkirk in Schotland.
- BYD K7
- BYD K9; dit is een elektrische bus, die onder meer in de Chinese stad Shenzhen wordt getest
- BYD K9M; idem, die onder meer in de Canadese stad Toronto rijdt[21]

## Fotogalerij

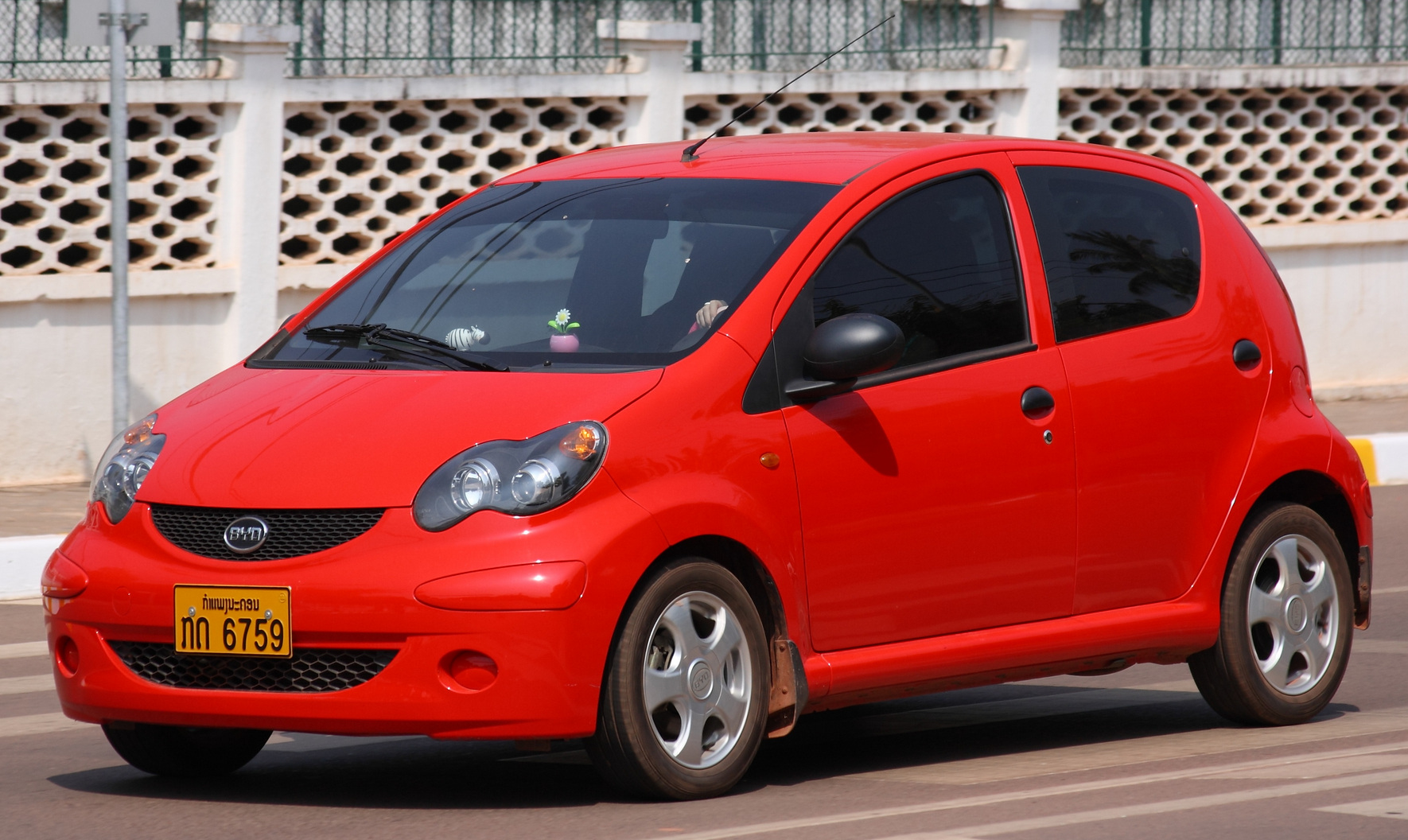
BYD F0
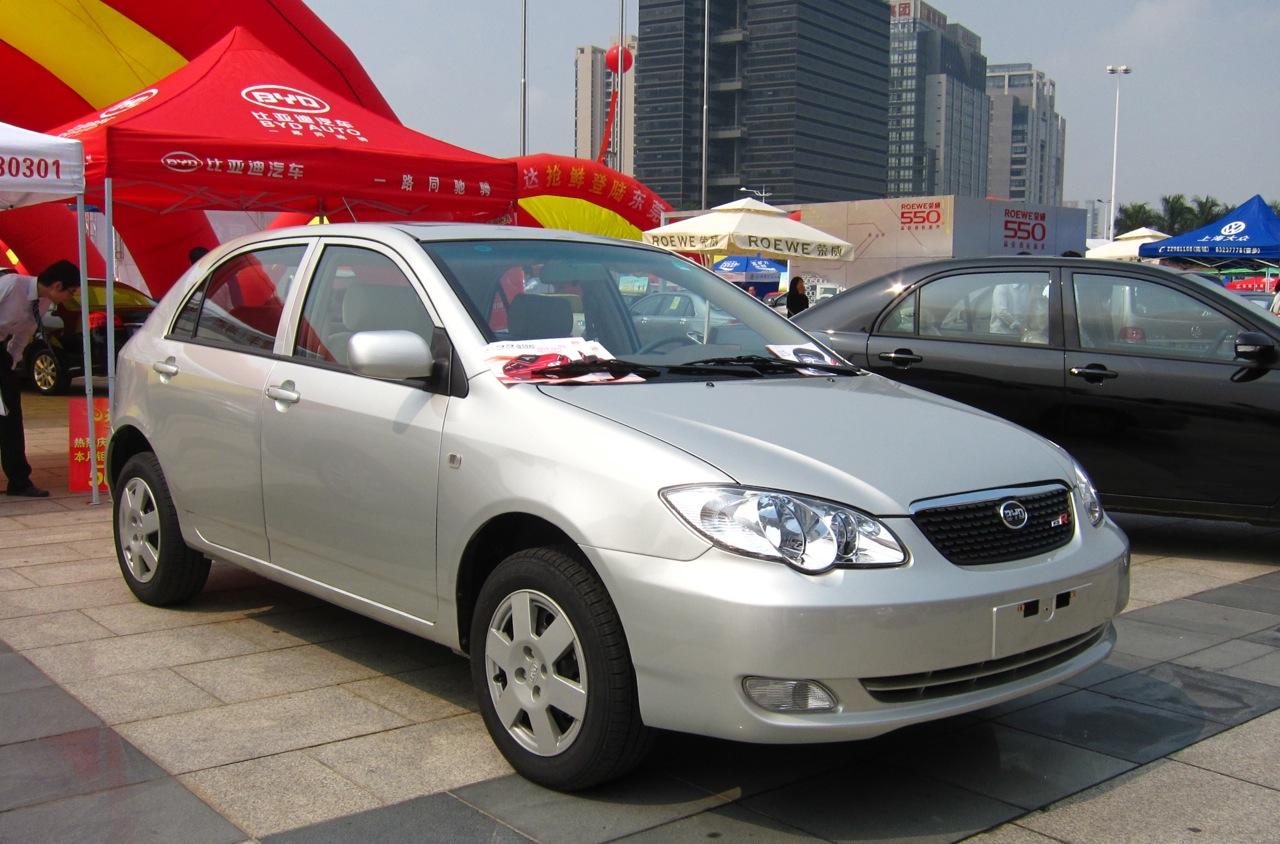
BYD F3R
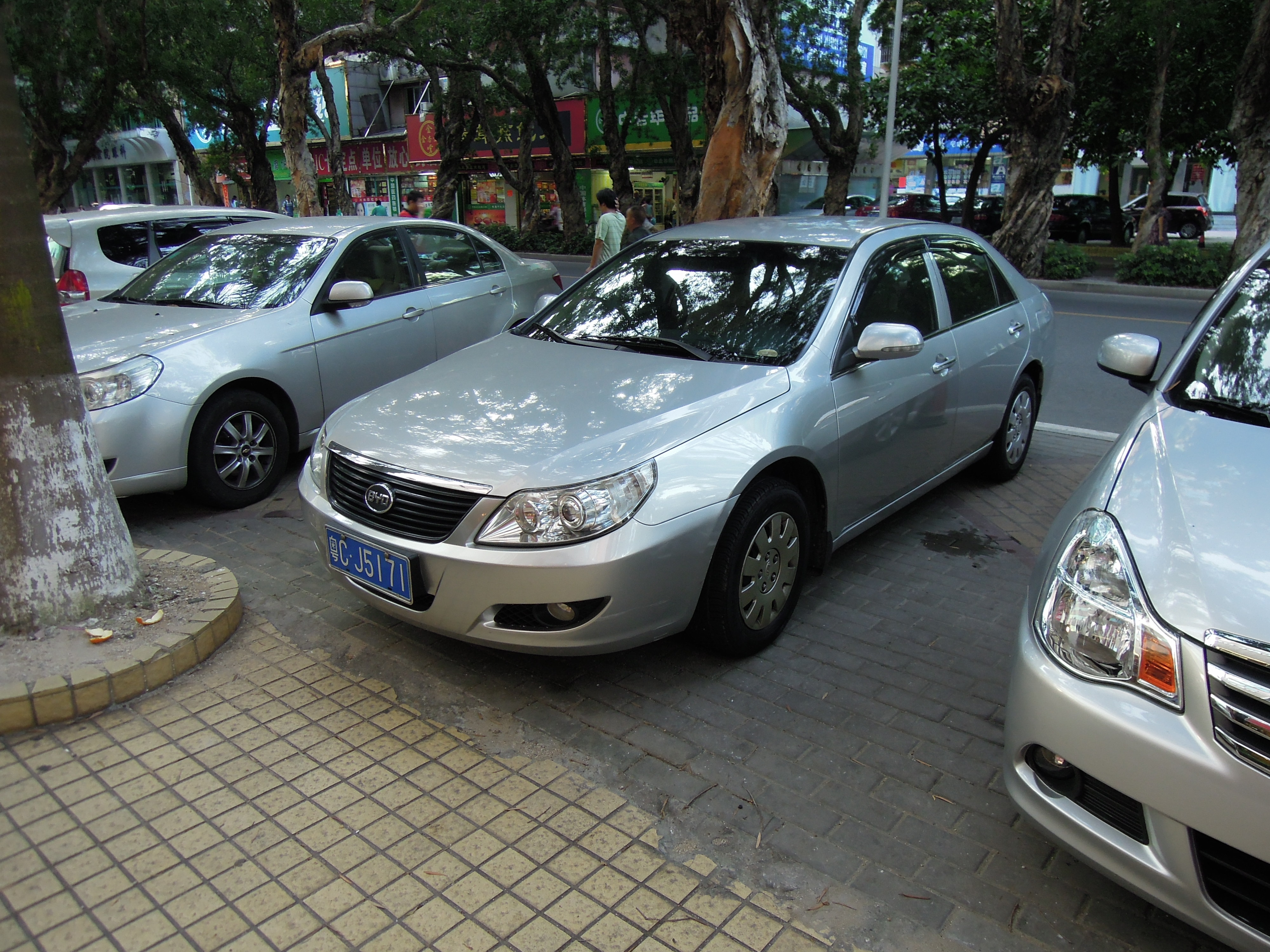
BYD F6
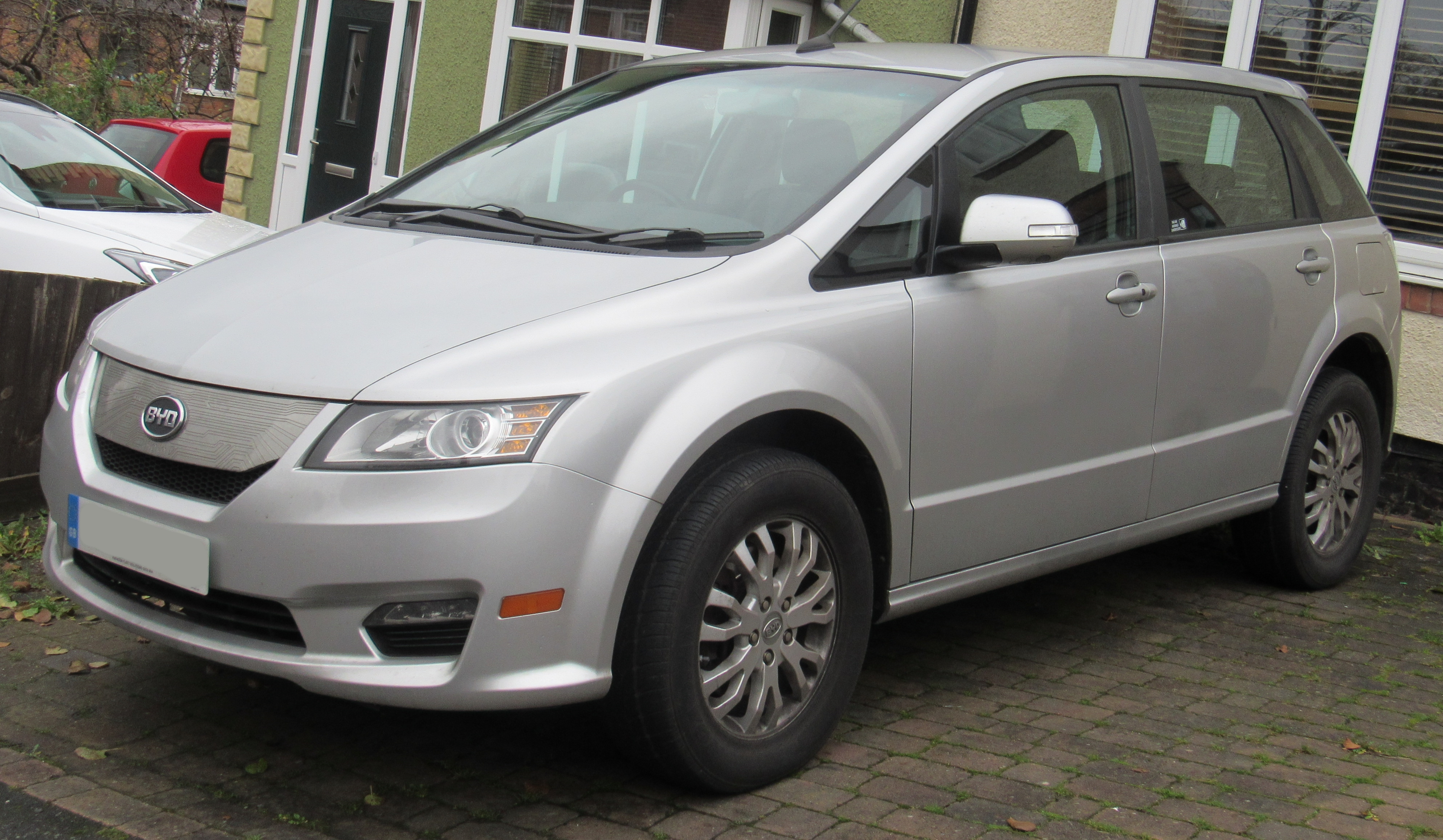
BYD e6
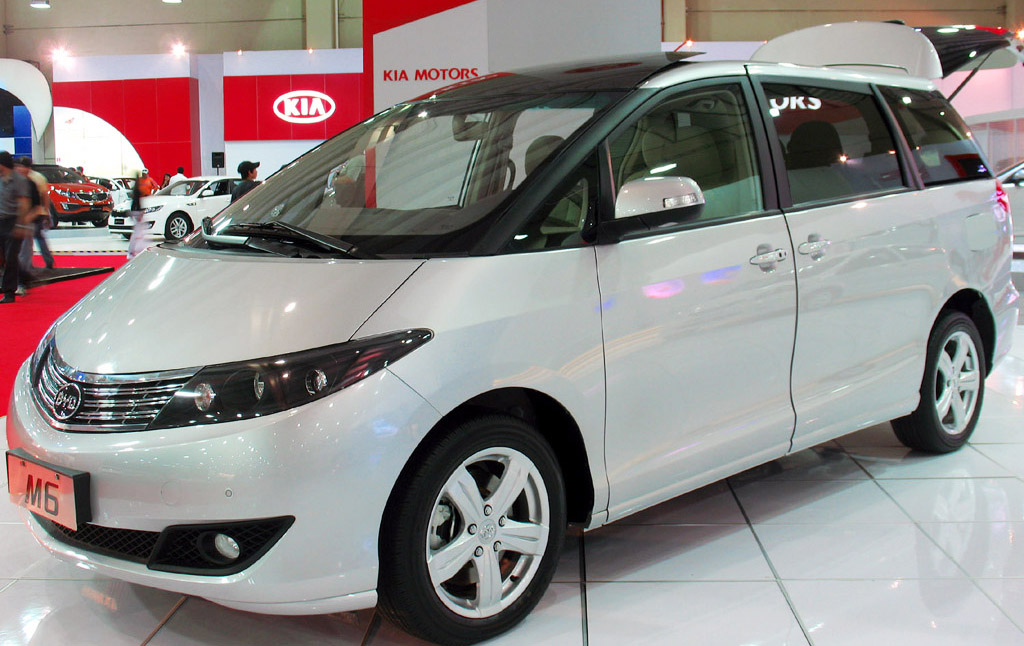
BYD M6
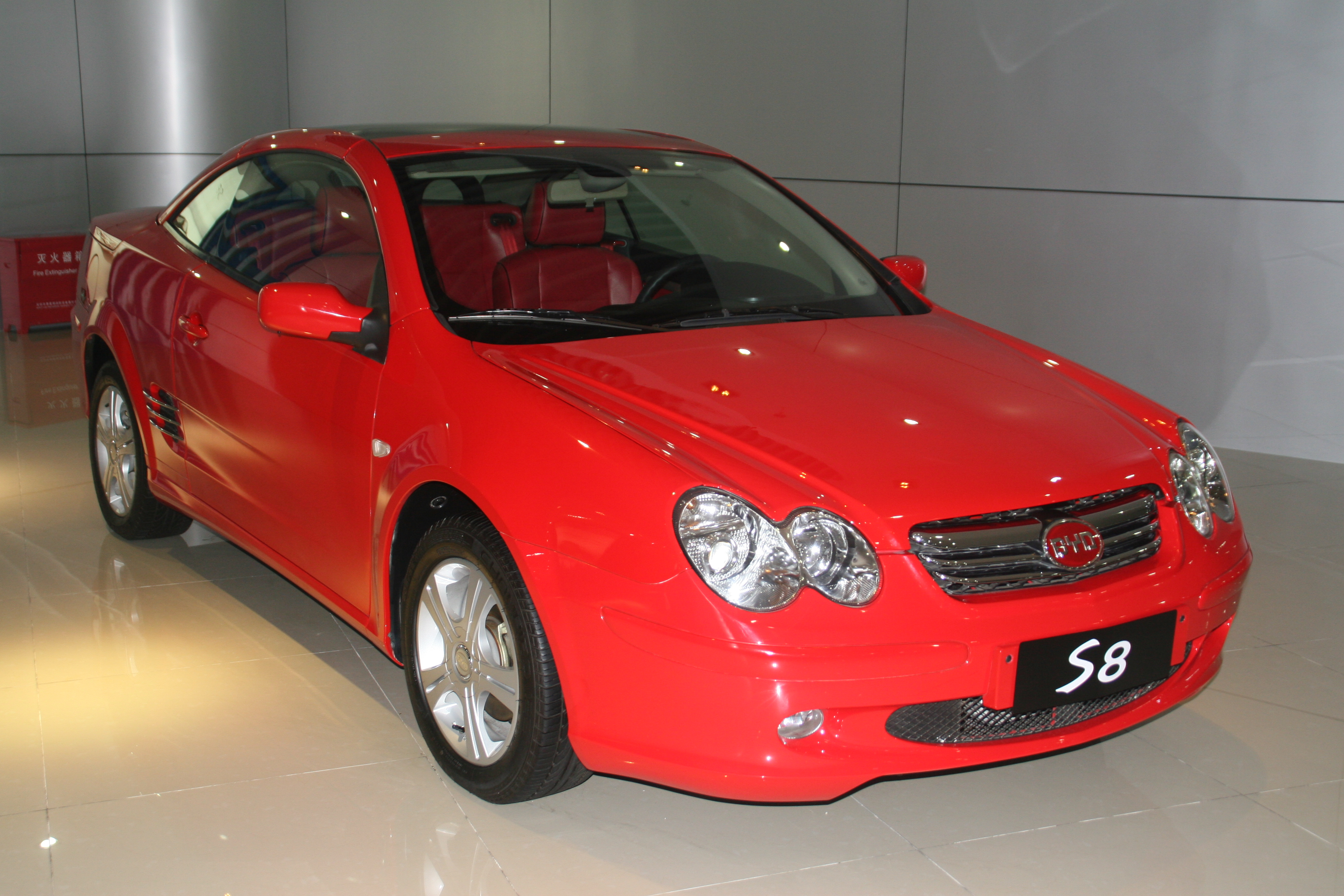
BYD S8

## Verkoopcijfers
De verkoopcijfers van BYD Auto vanaf 2006 staan in de onderstaande grafiek:
Huidige modellen in Nederland en België:
ATTO 3 ·
Dolphin · 
Flyer · 
HAN ·
TANG
Aiways · 
BAIC (Foton) · 
Brilliance · 
BYD · 
Changan · 
Chery · 
Denza · 
Dongfeng · 
FAW (Hongqi) · 
Geely (Lynk & Co · Zeekr) · 
Great Wall Motor · 
Hozon · 
Leapmotor · 
Li Auto · 
NIO · 
SAIC · 
Seres (AITO) · 
Xiaomi · 
XPeng